# チャウト
チャウト（ヒンディー語：चौथ, 英語：Chauth）とは、インド史において、諸税の四分の一を徴収する権利のことである。チャウタ（Chautha）とも呼ばれる。また、諸税の十分の一を別に徴収する権利であるサルデーシュムキー（Sardeshmukhi）も存在した。

## 歴史
チャウトの起源に関してはさまざまな説があるが、一般的にボンベイ近郊のダマンを領有したポルトガルがその周辺の豪族らに支払った安全保障金が起源とされる。
これを最大限に利用したのは18世紀のマラーター王国であった。彼らはムガル帝国の諸州に対し、帝国に諸州のチャウトを徴収する権利を認めさせて二重権力状態を生み、その地域の完全な征服を試みようとした。
1718年、マラーター王国はムガル帝国と協定を結び、デカン6州のチャウトとサルデーシュムキーを認めさせた。その後、デカン6州に権利を与えられたニザーム王国との戦いで、1728年にはチャウトとサルデーシュムキーを認めさせた。
その後、マラーターはハーンデーシュ、マールワー、グジャラートに進撃し、ムガル帝国にそのチャウトを徴収する権利を認めさせ、これらの地域を事実上領有した。